# 포 (음악 그룹)
POE(한글: 포)는 대한민국의 얼터너티브 록 밴드이다. 2011년 1일 14일 《Burnout》 EP Album을 발매하였다.
애초에 아티스트들로 구성된 프로젝트 성향을 띈 밴드였으며, TOP 밴드 참여 중 POE의 활동 종료 시기에 대한 문제로 키뮤가 밴드를 탈퇴해 2인조로 편승이 되었다. TOP 밴드 시즌 1 종료 후 얼마 안 가 해체했으며, 그 후 센도는 킬러컷츠의 멤버가 되었고 물렁곈은 2013년 솔로 음반을 발매했다.

## 밴드 연혁

### 2010년
- 2010년 1월 결성

### 2011년
- 2011년 6월 ~ 10월, KBS <TOP 밴드> 참가

## 음반 목록

### EP (미니 앨범)
- 《Burnout》(2010년 1월 14일)

## 수상 경력
- 2011년 10월, KBS <TOP 밴드> 준우승